# Бора Костић (шахиста)
Борис Костић (Вршац, 24. фебруар 1887 — Београд, 11. март 1963) био је српски шахиста, један од првих велемајстора.

## Биографија
Борислав Костић рођен је 1887. године у Вршцу, у Аустроугарској. Отац Владимир – Влада Костић био је познати вршачки трговац, а мајка Емилија – Мила потицала је из познате породице Мандукић. Након завршетка основне школе уписао је Реалну гимназију у родном месту. У гимназији је почео да се озбиљније занима за шах. Таленат младог Боре брзо долази до изражаја јер му главни шаховски противник постаје пет година старији ученик, Сава Гердец, који ће га први упознати са теоријом шаховске игре. Након матуре млади Бора одлучује да упише Оријенталну трговачку академију у Будимпешти коју завршава са одличним успехом. У Будимпешти Костић остварује први запажен резултат у шаху када осваја прво место 1909. године на турниру мађарских шаховских аматера.
Успех који је остварио у Будимпешти одвео га у Беч, у то доба познати шаховски центар, у коме су се окупљали мајстори шаха. Костић је у Бечу победио др Оланда са 7:0, шампиона Холандије, а играо је успешно слободне партије против младо Риплија. Из Беча Костић одлази у Келн 1911. године, једним од водећих шаховских центара, како би се опробао са најбољим немачким мајсторима. Током боравка у Немачкој Костић се запошљава као трговачки путник једне фабрике трикотаже. Костић тада изазива првака Келна и Рајнске области Варду. Њихове партије привлаче велику пажњу јавности. У мечу од осам партија Костић добија пет док је у три ремизирао. Овај меч посматраће славни Рудолф Шпилман, који ће касније са Костићем постати велики пријатељ. У Келну Костић прихвата двобој са шампионом Сједињених Држава веома јаким Френком Маршалом. Овај рововски меч завршен је 5:3 од тога су две победе Костића и шест ремија. Због сензационалне победе над америчким шампионом добија позиве са разних страна. Костић потом игра меч са прваком града Лајпцига у коме остварује убедљиву победу, а затим, исте године, одлази на међународни шаховски турнир у Сан Ремо где је делио 4. и 5. место.
Био је доброг здравља и у поодмаклим година умео је да прави серије симултанки путујући сваког дана из једног места у друго. Такође је био и један од најбољих играча на слепо на свету. Течно је говорио више страних језика: руски, енглески, мађарски и хебрејски.
Преминуо је у својој 77. години од тровања крви. Сахрањен је у Вршцу. Његов гроб посећују шахисти из свих крајева света, а град Вршац сваке године организује традиционални меморијални турнир у част Боре Костића.
Имао је ванбрачну ћерку Дивну, која је била певачица у Скадарлији.

## Шаховска каријера
Своју шаховску каријеру започео је док је био студент у Будимпешти и Бечу, мада тада није имао запаженијих резултата. Први значајнији турнир који је одиграо био је Карлове Вари, 1911. године. Затим је као путујући шахиста прешао Атлантски океан и играо у Северној и Јужној Америци до 1919. године. После изузетног резултата који је остварио на турниру у Њујорку (у организацији шаховског клуба Менхетн) 1918. године када је био други, одмах иза Капабланке, постао је један од кандидата за шампиона света у шаху. Потом је играо незваничан меч 1919. године против Капабланке, тадашњег шампиона света у шаху. Поражен је резултатом +0 -5 =0.
Био је шаховски професионалац, никад није имао други посао осим што је играо шах. У својој дугој шаховској каријери учествовао је на многим великим турнирима у земљи и у иностранству. Најзапаженије резултате остварио је на турнирима у Њујорку, 1918. године, где је био други, затим друго место у Хејстингсу, 1919. године, Будимпешта, 1921. године (деоба трећег и четвртог места), прво место у Тренчанским Теплицама, 1928. године, Београд (Шампионат Југославије), 1935. године (деоба првог и другог места), прво место у Љубљани (Шампионат Југославије) 1938. године.
Био је шампион Краљевине Југославије у шаху 1935, 1937. и 1938. године.
1936. године поставио је тадашњи рекорд у игри на слепо, одигравши симултанку на 30 табли.

## Шаховски глобтротер
Бора Костић је играо шах на свим континентима.
Остао је упамћен у шаховском свету као први глобтротер и велики популаризатор игре, увек са шаховском таблом под мишком. Његов пут око света трајао је нешто мање од три године (од 11. новембра 1923. до 28. маја 1926. године), током којих је посетио многе државе и учествовао на бројним турнирима. Играо је шах на екватору, за време лова на тигрове са индијским махараџама, са индијанским поглавицама, давао шаховске лекције Енрику Карузу... Прво је отишао у Аустралију и Нови Зеланд, потом се преко Јужне Африке запутио у Кенију, где је одиграо своју чувену партију на екватору: боравећи на северној хемисфери играо са противником који је био на јужној хемисфери. Следеће одредиште које је посетио је Индија, где је играо шах против махараџе од Шандагара, који је организовао шаховски турнир на врховима Хималаја. Потом се Бора Костић краће задржао у Непалу и на Тибету, одакле се упутио у Индонезију. На Суматри, играо је шах против поглавице племена Батаки. Тиме азијска турнеја још увек није била завршена — Костић је боравио на Филипинима, у Хонгконгу, и у Кини. Одатле је отишао у Совјетски Савез, где је кроз Сибир и преко Иркутска, Новосибирска, Омска, Свердловска, дошао до Москве, Лењинграда и Риге. Одатле се вратио у родни Вршац.

## Патриотизам
У најтежим временима, за време Другог светског рата, показао се као несумњиви патриота. СС командант Шилер га је послао у концентрациони логор јер је Костић одбио да игра турнире „Слободна Европа“ и да на тај начин глорификује нацистички режим.